# Liangchen meijing hao shiguang
Liangchen meijing hao shiguang (良辰美景好时光S, Liángchén měijǐng hǎo shíguāngP; titolo internazionale Love Scenery) è una serie televisiva cinese trasmessa su Tencent Video e iQiyi dall'8 aprile al 1º maggio 2021.

## Trama
Liang Chen si dedica a portare buone opere musicali agli ascoltatori, esprimendo l'idea di essere gentili, reali e perfetti. Lu Jing ama il computer e la ricerca sui big data. È altamente riconosciuto nel campo accademico attraverso lo studio del complicato comportamento umano e della psicologia, influenzando così i compagni di classe in giro con la sua solida alfabetizzazione specialistica. Sono prima estranei ma poi accomunati dai big data e si avvicinano nel viaggio verso l'inseguimento dei sogni.